# Brive–Souillac repülőtér
A Brive–Souillac repülőtér (IATA: BVE, ICAO: LFSL) egy nemzetközi repülőtér Franciaországban, Brive-la-Gaillarde közelében. Éves utasforgalma 91 621 fő (2022).

## Futópályák
A repülőtér futópályái:
- 11/29 (2100 m, 45 m, aszfalt)
- 11R/29L (1000 m)

## Légitársaságok és uticélok
| Légitársaság   | Célállomások                          |
| -------------- | ------------------------------------- |
| Air France Hop | Párizs–Orly Szezonális: Ajaccio, Lyon |
| Ryanair        | London–Stansted, Porto                |

## Forgalom
Az utasforgalom az elmúlt években az alábbi módon változott:
| Utasok száma | 34 001 | 21 925 | 23 125 | 22 692 | 20 512 | 55 846 | 70 929 | 65 258 | 93 266 | 91 621 |
|              | 1997   | 2002   | 2004   | 2007   | 2009   | 2012   | 2014   | 2017   | 2019   | 2022   |